# Druzhina

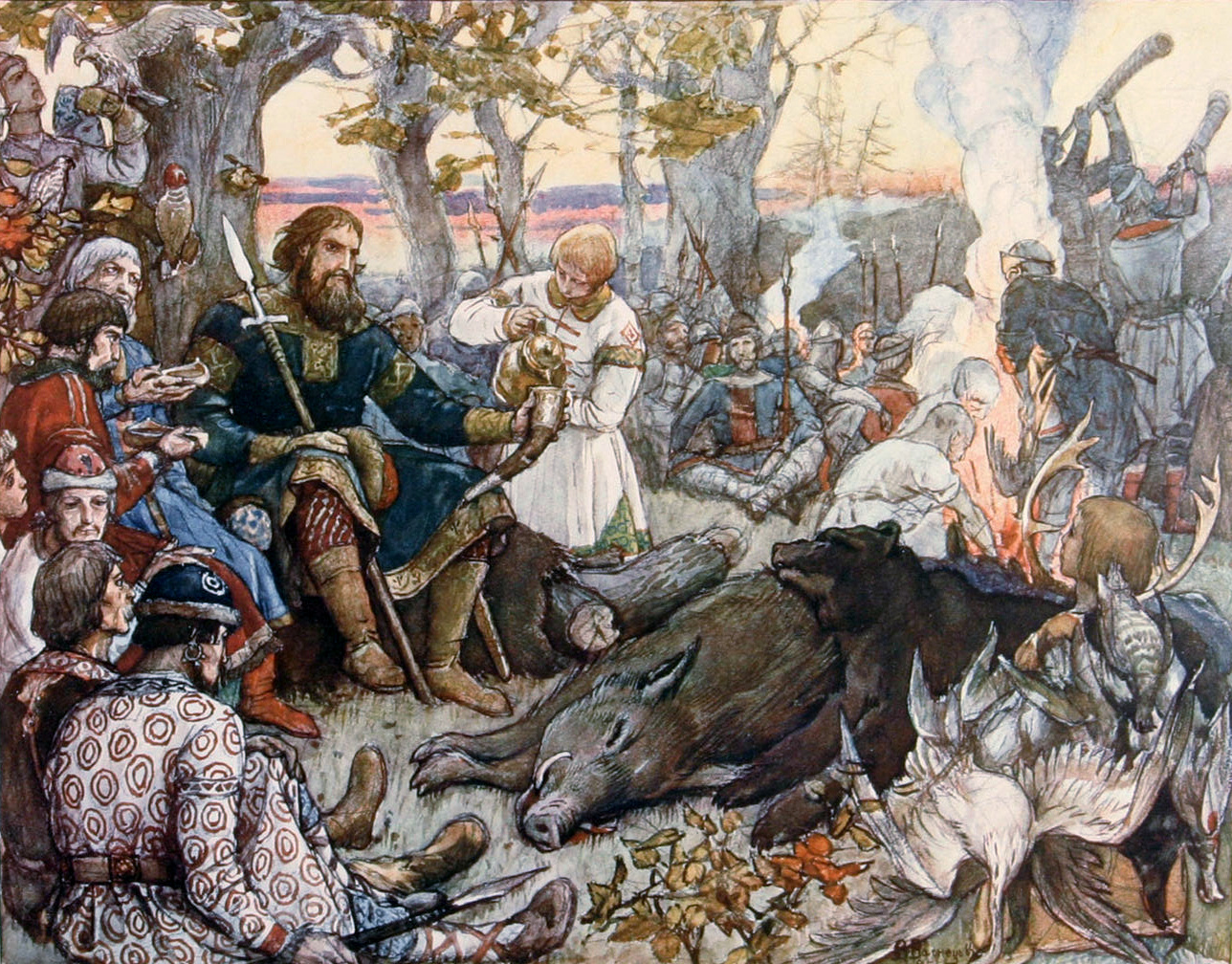
Vladímir II Monómaco descansando con su druzhina después de cazar.

Una druzhina (en ruso: дружи́на, lit. 'grupo de compañeros'), en la historia de los primeros eslavos orientales, fue un séquito al servicio particular de un caudillo eslavo, denominado kniaz. La druzhina tenía la función de servir como guardaespaldas, cobrar los tributos a los pueblos conquistados y pelear durante las campañas bélicas. La organización de la druzhina varió con el tiempo y sobrevivió hasta el siglo XVI.
Druzhina se deriva de la palabra eslava drug (друг), que significa "compañero".